# رولز رويس آر آر 300
رولز رويس آر آر 300 (بالإنجليزية: Rolls-Royce RR300) هو محرك توربيني، طور لسوق الطائرات المروحية الخفيفة. ومصنف بقدرة 300 حصان(SHP) أو مايعادل (224 كيلوواط) عند قوة الإقلاع، ومحرك آر آر 300 هو البديل المنقح وتامخفض القوة من محرك رولز رويس طراز 250 -C20.

## الاستخدامات
- روبنسون آر66
- بيل 47
- RotorWay 300T Eagle